# Marlène Nidecker
Pour les articles homonymes, voir Harnois (homonymie).
Marlène Olivia Nidecker née le 22 octobre 1986 à Montréal, Canada, est une médaillée olympique, philanthrope et Chevalier de l’Ordre national du Mérite, décorée par le Président de la République française. 
Double championne d'Europe de taekwondo, médaillée aux Jeux olympiques de Londres, elle est également championne du monde universitaire et a atteint le premier rang au classement mondial. Très engagée pour le développement du sport en Afrique, elle a accompagné pendant plusieurs années les jeunes prodiges ivoiriens Cheick Cissé et Ruth Gbagbi jusqu'à leurs victoires historiques lors des Jeux Olympiques de Rio. 
Championne de la Paix pour l’organisme Peace and Sport, placé sous le haut patronage du Prince Albert II de Monaco, la Franco-Canadienne est également membre supporteur du Comité olympique canadien, de l’Union européenne de taekwondo et consultante pour France Télévisions lors des Jeux Olympiques de Rio.
À l'occasion de la Journée mondiale de la Philosophie 2018 au siège de l'UNESCO, elle a été nommée marraine du centre international PhiloJeunes afin de promouvoir la philosophie auprès de la jeunesse.
En septembre 2020, elle obtient un MBA avec mention honorifique de l'International University of Monaco. 

## Honneurs et distinctions
Le 1er mars 2013, Marlène Nidecker reçoit la distinction de chevalier de l'Ordre national du mérite du Président de la République française, François Hollande, au Palais de l'Élysée.
Lors du Festival de Cannes 2018, Marlene Nidecker a été décorée par l'Association internationale des Soldats de la paix aux côtés du chanteur et philanthrope Akon.

## Organisations internationales
En 2016, elle est nommée Championne de la Paix par l'organisme monégasque Peace and Sport placé sous le haut patronage du Prince Albert II de Monaco et contribue à promouvoir la Paix par le Sport en participant à des actions terrains à travers le monde,.
En 2017, elle devient membre de l'Union européenne de taekwondo et du Comité olympique canadien.
En 2018, à l'occasion de la Journée mondiale de la Philosophie au siège de l'UNESCO, elle est nommée marraine du centre international PhiloJeunes afin de promouvoir la philosophie auprès de la jeunesse.

## Actions sociales et philanthropie
Marlene Nidecker est membre fondateur et secrétaire générale de la Fondation Heart Angel et Présidente de la Caravane de la Paix en partenariat avec Peace and Sport.  
Portée par l'envie de s'engager socialement, à la suite de sa médaille aux Jeux olympiques de Londres, elle offre sa tenue et ceinture de combat à l'association Un Maillot pour la vie afin de reverser les bénéfices au profit d'enfants atteint du cancer. Marraine de l'Association "Un Maillot pour la vie", elle visite régulièrement de jeunes enfants en milieu hospitalier. 
En 2012, elle devient Ambassadrice du projet Guyane Base Avancée et accompagne la délégation officielle lors de la visite des infrastructures à Sinnamary et au Centre d'entraînement à la forêt équatoriale à Régina. Elle intervient également dans des écoles de Cayenne pour promouvoir les valeurs de l'Olympisme auprès de la jeunesse .
En 2014, elle s'engage socialement en Afrique de l'Ouest afin de promouvoir l'éducation et le sport auprès de la jeunesse. Elle contribue à la promotion des valeurs du sport dans les écoles de Dakar, au développement de bibliothèques sociales en banlieues d'Abidjan et encadre des stages d'entraînements dans des quartiers sensibles afin de partager son expertise et d'accompagner de jeunes prodiges dans l'aventure olympique. Elle offre également du matériel sportif ainsi que des dons de livres et cahiers scolaires.
Elle est un membre fondateur et secrétaire générale de la Fondation Heart Angel qui a pour objectif d'accompagner la jeunesse africaine dans la réalisation de leurs rêves. Lors des Jeux Olympiques de Rio, deux athlètes ivoiriens soutenus par sa Fondation remportent des médailles : en taekwondo, dans la catégorie des -80 kilos, Cheick Cissé remporte la première médaille d'or Olympique de l'histoire de la Côte d'Ivoire et Ruth Gbagbi, dans la catégorie des -67 kilos, devient la première femme médaillée Olympique,.
En 2017, elle fonde La Caravane de la Paix afin d'unir les plus grands champions et de mener une action terrain au service du développement et de la Paix par le Sport. La première édition a lieu au Sénégal en présence de Ladji Doucouré, Balla Dieye, Daba Modibo Keita et soutenue par Didier Drogba. Au cours de l'événement, les champions encadrent des animations sportives sur l'ensemble du territoire et inaugurent des fontaines d'eau potable à proximité de terrains sportifs.

## Parcours olympique

### Débuts
Marlène découvre le taekwondo à l'âge de quatre ans dans un club de sa municipalité sur la rive sud de Montréal. Elle obtient sa ceinture noire à l'âge de neuf ans et se démarque rapidement au niveau provincial et national.  Au cours de sa jeunesse, elle remporte également le championnat du Québec en escrime (fleuret), en handball (avec l'équipe de l'école secondaire Pierre-Brosseau), ainsi que plusieurs compétitions de snowboard.

### Son parcours en junior
En 1997, elle gagne le Championnat canadien junior dès sa première participation. Après trois années de victoires consécutives, elle se lance sur la scène internationale et remporte la médaille d'or à l'US Open en 1999. À l'âge de treize ans, Marlène est sélectionnée afin de représenter le Canada lors du Championnat du Monde junior et décroche une médaille de bronze. 

### La solidarité francophone internationale
Dans le cadre de la solidarité francophone internationale, la Fédération française de taekwondo lui propose d'intégrer le pôle France pour la saison sportive 2001-2002. La jeune athlète alors âgée de quatorze ans rejoint la structure française et s’entraîne au CREPS d'Aix-en-Provence avec Pascal Gentil. Au cours de cette année, l'athlète canadienne remporte la Coupe du monde francophone, ainsi que le titre de meilleure combattante, la Coupe internationale de France et de nombreux tournois internationaux. À la fin du programme de Solidarité internationale Francophone mis en place par la Fédération française de taekwondo, Marlène retourne au Canada et remporte l'Open international de Corée à Chunchon, en 2003. 

### L'aventure française
En 2005, la Fédération française de taekwondo souhaite naturaliser la jeune championne canadienne en vue des Jeux Olympiques de Pékin. Elle rejoint ainsi le collectif entraîné par Myriam Baverel au CREPS d'Aix-en-Provence et remporte de nombreux championnats internationaux. 
En 2008, quelques jours seulement après avoir obtenu sa naturalisation française, Marlène décroche le titre de championne d'Europe dans la catégorie des −63 kg. Toutefois, la naturalisation étant arrivée après le tournoi de qualification des Jeux olympiques de Beijing, Marlene Nidecker ne peut y participer.

### Préparation des Jeux Olympiques de Londres
En 2008, elle intègre l'Institut national du sport, de l'expertise et de la performance (INSEP) situé à Paris afin de préparer les Jeux olympiques de Londres. Double Championne d'Europe, médaillée mondiale et Championne du Monde universitaire, elle domine la scène internationale en remportant l'Open de Russie, l'Open d'Israël, le Tournoi international de Paris, l'US Open et le Championnat d'Europe. Elle a également décroché le quota olympique lors du Tournoi mondial de qualification olympique à Kazan en Russie. Elle est médaillée de bronze aux JO de Londres.  

### Stages militaires
Dans le cadre de sa préparation sportive encadrée par la FFTDA, elle participe à des stages d’aguerrissement avec le 3e Régiment étranger d'infanterie de la Légion Etrangère, au Centre d'entraînement à la forêt équatoriale à Régina, Guyane. Elle a également participé à des stages d'entraînements avec le GIGN, Groupe d'Intervention de la Gendarmerie Nationale à Satory et sur leurs lieux d'entraînements en région parisienne.  

### Retour au Canada
En 2013, Marlène Nidecker annonce son souhait de réintégrer l'équipe canadienne de taekwondo. Toutefois, selon la charte du Comité international olympique, un athlète binational qui souhaite changer de pays de représentation doit obtenir au préalable l'autorisation du dernier pays représenté, à défaut il ne peut concourir pour une période de 3 ans, malgré sa plainte pour harcèlement. La Fédération française de taekwondo refuse de libérer l'athlète franco-canadienne qui est alors contrainte de mettre un terme à sa carrière sportive alors qu'elle est numéro une au classement mondial. À la suite de sa retraite prématurée, elle s'engage en Afrique afin de contribuer au développement de jeunes prodiges et les accompagner dans la réalisation de leurs rêves.

### Jeux olympiques de Rio
Très engagée pour le développement du sport en Afrique francophone, elle a accompagné pendant plusieurs années les jeunes prodiges ivoiriens Cheick Cissé et Ruth Gbagbi jusqu'à leurs victoires historiques lors des Jeux Olympiques de Rio. 
En 2014, alors qu'elle était en Côte d'Ivoire afin de mener des actions sociales, elle rencontre Cheick Cissé et Ruth Gbagbi au club de Taekwondo La Source / INEKA, dans le quartier de Koumassi, en banlieue d'Abidjan. Immédiatement frappée par leur incroyable talent et les valeurs qu'ils incarnent, la franco-canadienne détecte leur fort potentiel de développement et décide de s'engager à leurs côtés afin de les accompagner dans l'aventure Olympique. 
Ainsi, elle crée la Fondation Heart Angel avec Alban Beugré Mambé et Kevin Ketch afin d'apporter une aide matériel et d'apporter son expertise aux jeunes athlètes encadrés par la Fédération Ivoirienne de Taekwondo (FITKD) présidé par Bamba Cheick Daniel. Elle effectuera la préparation des Jeux Olympiques et s'entraînera avec eux à Koumassi, en Côte d'Ivoire.
Le 19 août 2016, lors des Jeux olympiques de Rio, Cheick Cissé décroche la médaille d'or dans la catégorie des -80 kg et devient le premier Champion Olympique de l'histoire de la Côte d'Ivoire. Ruth Gbagbi décroche la médaille de bronze dans la catégorie des -67 kg et devient la première femme médaillée Olympique. En 2017, elle remporte le Championnat du Monde et devient la première Championne du Monde de l'histoire de la Côte d'Ivoire, tout sport et genres confondus.

## Conflit judiciaire avec la Fédération française
Marlène Nidecker accuse en juin 2013 son entraîneuse Myriam Baverel de harcèlement et de violences, et le directeur technique national Philippe Bouëdo de complicité, sans déposer de plainte. Le 19 juillet 2013, la FFTDA suspend Marlène Nidecker pendant deux ans au motif de propos mensongers, allant jusqu'à l'empêcher de reprendre la compétition sous d'autres couleurs. Philippe Bouëdo Myriam Baverel portent plainte contre Marlène Nidecker.
L'IGJS finit par mener une enquête interne dont le rapport sera exploité par le tribunal.
Au plus fort de la crise, Marlène Nidecker annonce en 2014 sa retraite sportive,.
En 2015, le tribunal relaxe Marlène Nidecker et déboute les deux plaignants,,.

## Parcours académique
Titulaire d'un Master of Business Administration (MBA) obtenu avec mention honorifique à l'International University of Monaco. Elle a précédemment obtenu un Mastère en Management International du sport, un Diplôme d’État Supérieur de la Jeunesse, de l'éducation populaire et du sport (BBES 2e degré) et une licence en Journalisme au Centre de formation des journalistes de Paris, en partenariat avec l'Institut National du Sport, de l'Expertise et de la Performance (INSEP).     

## Journalisme
Elle est diplômée d'une licence en journalisme sportif du Centre de formation des journalistes de Paris. Elle a été consultante sur la chaîne Eurosport pour l'émission Campus et membre de la famille olympique sur les ondes de RTL. En 2016, elle commente les épreuves de taekwondo des Jeux olympiques de Rio sur France Télévisions avec Arnaud Romera. Elle est consultante pour la chaîne Canal+ Afrique lors du Grand Prix d'Abidjan en 2017.

## Égérie
En 2012, elle participe à la campagne publicitaire nationale pour le groupe Allianz avec Ladji Doucouré. En septembre 2013, elle devient égérie de la marque Blune aux côtés de Mazarine Pingeot et Joy Dreyfus.

## Palmarès
2012
- Jeux olympiques d'été de 2012 à Londres, Royaume-Uni
- Vice-Championne du monde par équipes à Santa-Cruz, Aruba
- Championne d'Europe à Manchester, Royaume-Uni
- US Open à Las Vegas, États-Unis

2011
- Universiade d'été de 2011 à Shenzen, Chine
- Championnats du monde 2011 en Corée du Sud
- Championnats de France
- Russia Open
- Israël Open
- Tournoi international de Paris

2010
- Tournoi international de Paris
- Championnats de France
- Championnats d'Europe à Saint-Pétersbourg, en Russie
- Coupe d'Europe par équipes

2009
- Universiades Games

2008
- Championne d'Europe à Rome, en Italie
- Deutsch Open

2007
- World Open Mexico
- Spanish Open
- Jerusalem Open

2006 
- Copa d’Andorra
- Jerusalem Open
- Bilbao Open

Autres 
- Championnats du Monde junior à Killarney, en Irlande (2000)
- Korea Open (2003)
- Coupe du Monde francophone (2002)
- US Open (1999)
- Championnats du Canada (1997 à 2002)

## Distinctions
- Chevalier de l'ordre national du Mérite (décret du 31 décembre 2012)[34]

## Sources
- (en) « Kombatsport.lu », sur kombatsport.lu (consulté le 21 avril 2023)
- (en) « Icimédias », sur hebdosregionaux.ca (consulté le 21 avril 2023)
- « " Marlene Harnois et Cheick Cissé : des champions de taekwondo offrent des livres à la bibliothèque sociale le Romandroom », sur Afriquefemme.com (consulté le 28 juillet 2020)
- http://www.elysee.fr/videos/rencontre-avec-les-medailles-olympiques-de-londres-2012
- « lintelligentdabidjan.ci/compon… »(Archive.org • Wikiwix • Archive.is • Google • Que faire ?)
- « Sport/Taekwondo : la fondation Heart Angel fait un don de la somme d`un million cinq-cents mille au club de Taekwondo la Source de Koumassi », sur Abidjan.net (consulté le 13 septembre 2020)
- « Marlène Olivia Harnois, médaillée olympique : », sur Afriquefemme.com (consulté le 28 juillet 2020)
- (en) « FITKD : Fédération Ivoirienne de Taekwondo, Site officiel, Abidjan Côte d'Ivoire », sur FITKD (consulté le 11 octobre 2023)
- , Radio Talk and Sport 24/10/2012
- La belle du Taekwondo, Le Parisien 03/05/2012
- Marlène Harnois, en lice pour les JO de Londres, Sportissima 15/05/2012
- Samuel Coco-Viloin n'en fait pas un drame, Le Parisien 16/02/2012
- JO 2012: Marlène Harnois, La rose sous le lys, France Soir 04/04/2012
- JO 2012: Rencontre avec Marlène Harnois, l'espoir du taekwondo français à Londres, Gentside 23/03/2012
- Taekwondo: L'aixoise Marlène Harnois se qualifie pour les JO! La provence 28/01/2012
- Marlène Harnois, sourire du mois, Karaté Bushido 05/06/2012
- L'aixoise Marlène Harnois, championne d'Europe, La provence 03/05/2012
- Olympiques de Londres: Marlène Harnois y sera, Le courrier du sud 12/04/2012
- Marlene Harnois en route pour les Jeux Olympiques en Taekwondo 14/10/2011
- « sportsenegal.net/2014/12/taekw… »(Archive.org • Wikiwix • Archive.is • Google • Que faire ?)
- « " Marlène Olivia Harnois, médaillée olympique : », sur Afriquefemme.com (consulté le 28 juillet 2020)